# Hyperolius koehleri
Hyperolius koehleri is een kikker uit de familie rietkikkers (Hyperoliidae).

## Naamgeving
De soort werd voor het eerst wetenschappelijk beschreven door Robert Friedrich Wilhelm Mertens in 1940. Oorspronkelijk werd de wetenschappelijke naam Hyperolius köhleri gebruikt. De kikker behoorde lange tijd tot het geslacht Chlorolius en was de enige soort uit dit toenmalige monotypische geslacht.

## Uiterlijke kenmerken
De lengte bedraagt nog geen drie centimeter voor de mannetjes, die in de paartijd te onderscheiden zijn aan de vele kleine zwarte stekeltjes op de flanken en onderzijde van de achterpoten. De mannetjes hebben geen opblaasbare keelzak. De basiskleur is groen, met onduidelijke roodbruine vlekjes, de poten neigen meer naar geel. De iris is bij juvenielen roodachtig van kleur, bij oudere exemplaren kleurt deze naar goudgroen.

## Algemeen
De habitat bestaat uit bossen in delen van Afrika in de landen Nigeria, Gabon en Kameroen. Waarschijnlijk komt de soort ook voor in Equatoriaal-Guinea en Congo-Kinshasa. Er is niet veel bekend over de voortplanting; de eitjes zijn bleekgroen van kleur, de larven zijn egaal bruin en worden ongeveer 4 centimeter tot de metamorfose plaatsvindt.